# Keith Levene
Julian Keith Levene (Muswell Hill; 18 de julio de 1957 - Norfolk; 11 de noviembre de 2022) fue un guitarrista y compositor británico conocido principalmente por su participación en el grupo Public Image Ltd.

## Biografía
Hijo de un sastre judío, y posteriormente empresario de sastrería, creció en Finsbury Park y Southgate. Sintió una gran admiración por Steve Howe, guitarrista de Yes.
Levene fue miembro de The Flowers of Romance, reconocida por ser la primera banda del futuro integrante de Sex Pistols, John Lydon. Participó en una temprana formación de The Clash, durante los inicios del punk en 1976. A pesar de no haber grabado ningún material oficial con esta última, se le atribuye en parte la composición de la canción "What's My Name" del álbum debut The Clash. Con el tiempo, el guitarrista reclamó porque no se le atribuyera su colaboración en muchas otras canciones del disco.
Después de la separación de Sex Pistols en 1978, Levene fundó junto a John Lydon (que hasta ese entonces se hacía llamar Johnny Rotten) la banda Public Image Ltd. (PIL). Con el grupo tocó la guitarra y, luego, los sintetizadores hasta que, en 1983, abandonó PIL. 
Levene también tocó en la banda de synth pop Cowboys International (y en su primera encarnación llamada The Quick Spurts), junto con Ken Lockie y el batería Terry Chimes, su antiguo compañero en The Clash.
Desde entonces, se dedicó a trabajos en solitario.

## Fallecimiento
Levene falleció en su casa en Norfolk, Inglaterra, Reino Unido el 11 de noviembre de 2022 a consecuencia del cáncer de hígado que padecía.